# 퇴계원 나들목
퇴계원 나들목(Toegyewon IC)은 경기도 구리시 사노동, 갈매동, 남양주시 퇴계원읍 퇴계원리, 별내동에 걸쳐 있는 수도권제1순환고속도로의 12번 교차로이자 수도권제1순환고속도로 서울고속도로 민자구간의 기점이다. 나들목 진출입로가 명칭과는 달리 남양주시 퇴계원읍이 아닌 구리시 사노동에 있다. 구리시내 및 서울 시내 (노원구, 중랑구 일대), 남양주시 퇴계원읍, 진건읍 등지로 진출할 수 있다.

## 연혁
- 1994년 2월 4일 : 서울외곽순환고속도로 구리 ~ 퇴계원 구간 개통과 함께 영업 개시[1]
- 2006년 6월 30일 : 의정부 나들목 방향 개통
- 2012년 6월 29일 : 퇴계원 나들목 연결도로(구리시 사노동 ~ 남양주시 별내면 화접리) 5.4km 구간 개통[2]

## 구조물 정보
- 위치: 경기도 구리시 사노동, 갈매동, 남양주시 퇴계원읍 퇴계원리, 별내동

## 접속하는 도로
- 국도 제47호선 (금강로)
- 간접 연결 : 국도 제43호선, 국도 제46호선 (동구릉로, 사노 나들목 이용)

## 교통량 정보
아래 정보는 월간 교통량을 일간 교통량으로 환산한 것이다.
| 구간          | 통행량 (대/일) | 통행량 (대/일) | 통행량 (대/일) | 통행량 (대/일) | 통행량 (대/일) | 통행량 (대/일) | 통행량 (대/일) | 통행량 (대/일) | 통행량 (대/일) | 통행량 (대/일) | 통행량 (대/일) | 통행량 (대/일) | 통행량 (대/일) | 통행량 (대/일) | 각주  |
| 구간          | 2001년         | 2002년         | 2003년         | 2004년         | 2005년         | 2006년         | 2007년         | 2008년         | 2009년         | 2010년         | 2011년         | 2012년         | 2013년         | 2014년         | 각주  |
| ------------- | -------------- | -------------- | -------------- | -------------- | -------------- | -------------- | -------------- | -------------- | -------------- | -------------- | -------------- | -------------- | -------------- | -------------- | ----- |
| 별내 → 퇴계원 | 미개통         | 미개통         | 미개통         | 미개통         | 미개통         | 19,143         | 24,184         | 29,693         | 38,174         | 42,015         | 30,806         | 33,321         | 31,956         | 49,514         | [ 3 ] |
| 퇴계원 → 별내 | 미개통         | 미개통         | 미개통         | 미개통         | 미개통         | 21,025         | 26,094         | 31,017         | 37,484         | 41,500         | 30,787         | 31,672         | 31,138         | 48,538         | [ 3 ] |